# Euasteron
Euasteron là một chi nhện trong họ mierenjagers (Zodariidae).

## Các loài
Các loài trong chi này gồm:
Euasteron , 2003
- Euasteron atriceps Baehr, 2003
- Euasteron bartoni Baehr, 2003
- Euasteron carnarvon Baehr, 2003
- Euasteron churchillae Baehr, 2003
- Euasteron enterprise Baehr, 2003 *
- Euasteron gibsonae Baehr, 2003
- Euasteron harveyi Baehr, 2003
- Euasteron johannae Baehr, 2003
- Euasteron juliannae Baehr, 2003
- Euasteron krebsorum Baehr, 2003
- Euasteron lorne Baehr, 2003
- Euasteron milledgei Baehr, 2003
- Euasteron monteithorum Baehr, 2003
- Euasteron raveni Baehr, 2003
- Euasteron ulrichi Baehr, 2003
- Euasteron ursulae Baehr, 2003
- Euasteron willeroo Baehr, 2003